# كأس الإنتركونتيننتال 1967
كأس الإنتركونتيننتال 1967 هو موسم من كأس الإنتركونتيننتال. أقيم خلال الفترة 18 أكتوبر 1967 وحتى 4 نوفمبر 1967، وفاز فيه نادي راسينغ.